# Щигло, Александр
Алекса́ндр Ма́рек Щи́гло (пол. Aleksander Marek Szczygło; 27 октября 1963, Езёраны, Варминско-Мазурское воеводство, Польша — 10 апреля 2010, Смоленск, Россия) — польский политик, бывший начальник канцелярии президента Леха Качиньского (2006—2007) и министр обороны (2007). С 2009 по 2010 год — руководитель Бюро национальной безопасности Польши.

## Биография
В 1990 году Щигло окончил факультет права и администрации Гданьского университета. В 1996 году окончил годовой курс для сотрудников органов государственного управления стран Центральной и Восточной Европы, организованных Университетом Джорджтауна (проведён в Университете Висконсина), и прошёл практику в Конгрессе Соединённых Штатов.
В 1990—1991 годах был помощником сенатора Леха Качиньского в Гданьске. Одновременно он работал в юридическом отделе профсоюза «Солидарность».
На последующих этапах своей карьеры он был также связан с Лехом Качиньским: в 1991—1992 годах он работал специалистом по законодательству в возглавляемом Качиньским Бюро Национальной Безопасности, затем после назначения Качинского председателем Верховной контрольной комиссии в 1992 году, Щигло был назначен шефом его кабинета, и оставался им до 1995 года
В 1997 году он стал советником Главного инспектора Национальной инспекции труда. С 1997 по 2000 год был директором Департамента информации и развития в Управлении Европейского комитета по вопросам евроинтеграции. В 2001 году являлся советником председателя правления ПКО-Банка.
В 2001 году Щигло был избран в Сейм по списку партии Право и справедливость, а в 2005 году переизбран. Как парламентарий он работал в основном по проблемам европейской интеграции. 23 декабря 2005 года был назначен на должность статс-секретаря Министерства обороны. В этой должности он оставался до 2 августа 2006 года. В этот день он получил пост начальника президентской канцелярии. При этом ему пришлось отказаться от своего депутатского мандата.
7 февраля 2007 года он был назначен министром обороны вместо Радослава Сикорского. 16 ноября того же года ушёл в отставку вместе со всем правительством.

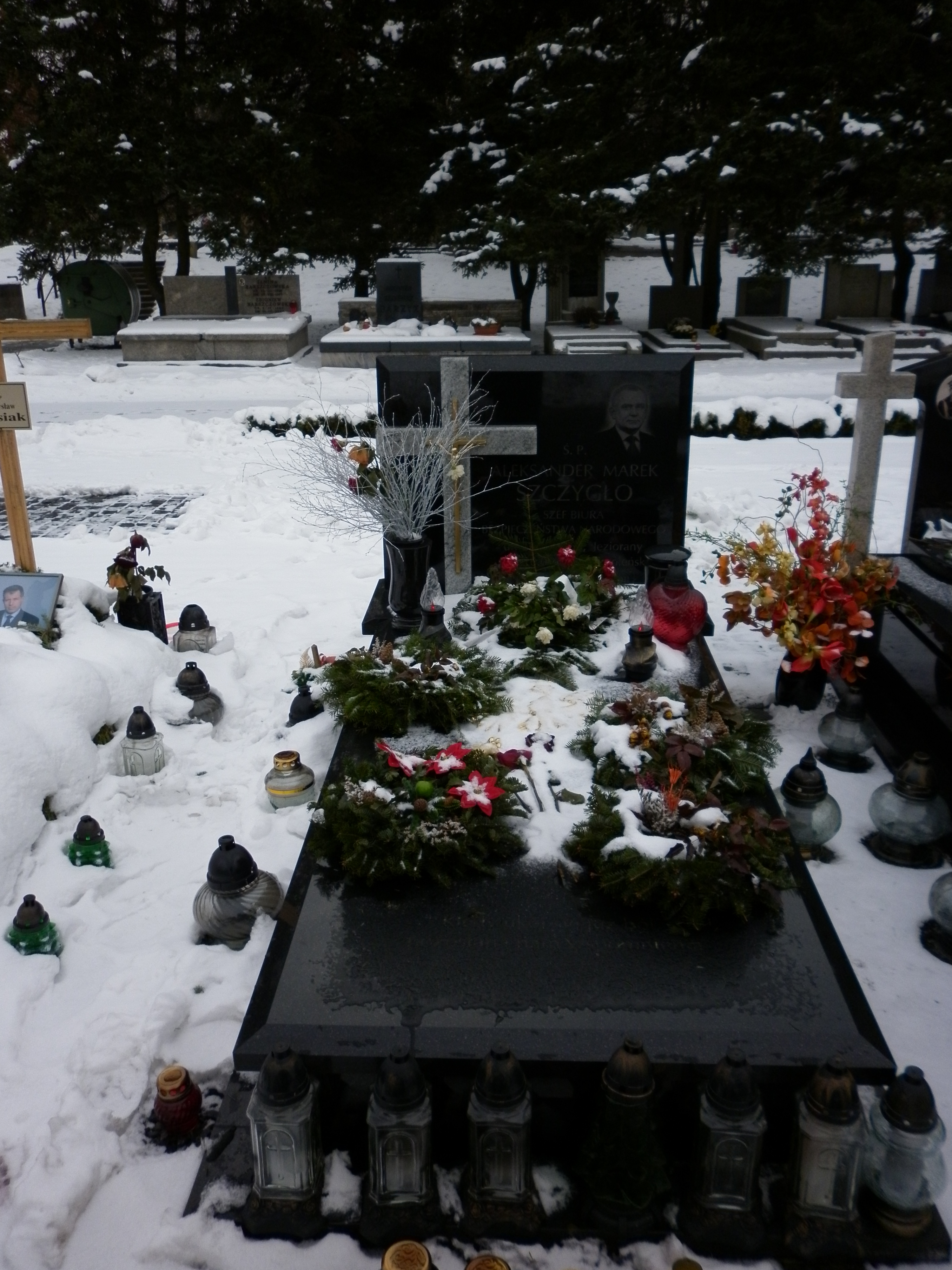
Могила А.Щигло на варшавском кладбище Воинское Повонзки

На парламентских выборах в 2007 году в третий раз получил место в парламенте, а 15 января 2009 года был назначен руководителем Бюро национальной безопасности.
Погиб в авиакатастрофе в Смоленске 10 апреля 2010 года.

## Награды
- Командор со звездой ордена Возрождения Польши (2010 год, посмертно)[1]
- Орден «За заслуги» ІІ степени (Украина) (2010 год)
- Коммандорский Крест со звездой Ордена Заслуг (Венгрия) (2009 год)